# آخوندک
آخوندَک (به انگلیسی: Mantis) عنوانی‌ست که به هر یک از حشرات راسته آخوندک‌سانان (Mantodea) گفته می‌شود. این راسته از حشرات شامل ۲۴۰۰ گونه، ۴۳۰ سرده و ۱۵ خانواده می‌شود. آخوندک‌های معمولی حشراتی هستند سبزفام، ملخ‌وش، باریک و کشیده با پاهای دراز، سر بزرگ و دو جفت بال. بیشتر آخوندک‌ها در مناطق گرمسیری زیست می‌کنند و برخی نیز در مناطق معتدل سکونت دارند.

## نام‌گذاری
آخوندک هنگامی که آرام می‌ایستد پاهای جلویی خود را مانند دو دست به سمت جلو نگه می‌دارد که این رفتار همانند نیایش است، به همین علت در زبان انگلیسی به آنها praying mantis به معنی «نیایشگر» گفته می‌شود. آن را در زبان فارسی آخوندک و در بسیاری از زبان‌های اروپایی، Mantis و Mantodea یا مانند آن می‌خوانند؛ چون که Mantis واژه‌ای در زبان یونانی به معنای پیامبر است. برای تأکید بر این معنا در زبان انگلیسی، گاه نام این جانور را با صفت «نیایشگر» همراه و آن را Praying Mantis می‌خوانند.

## رفتار
آخوندک‌ها پاهای بلند جلویی خود را مانند دو دست به سمت جلو نگه می‌دارد که برای رفتار تغذیه‌ای و گاهی نیز برای رفتار ضدشکارگری به کار می‌رود.
یکی از رفتار عجیب در آخوندک‌ها این است که جنس ماده پس از انجام جفت‌گیری، جنس مخالف خود را شکار کرده و آن را می‌خورد. آخوندک‌ها حشراتی بزرگ و گوشتخوار هستند. آنها معمولاً حشرات کوچکتری مانند مگس‌ها را می‌خورند. اما تقریباً به هر چیزی که حرکت کند حمله می‌کنند. هنگامی که آنها جفت می‌شوند نر با احتیاط روی ماده می‌خزد و جفت‌گیری می‌کند. اگر ماده فرصت پیدا کند گاز گرفتن سر او را شروع می‌کند یا در زمانی که نر نزدیک می‌شود یا بلافاصله پس از سوار شدن نر یا پس از جدا شدن آنها این کار را می‌کند. ممکن است برای او عاقلانه‌تر به نظر برسد که پیش از شروع به خوردن او صبر کند تا جفت‌گیری تمام شود. اما به نظر نمی‌رسد که از دست دادن سر بقیه بدن نر را از گام‌های جنسی دور کند. در واقع، از آنجایی که سر حشره محل برخی از مراکز عصبی بازدارنده جفت‌گیری است ممکن است ماده با خوردن سر، عملکرد جنسی نر را بهبود بخشد. اگر چنین است این یک مزیت اضافه است. نخستین مزیت این است که او یک وعده غذایی خوب به دست آورد.
برخی از انواع آخوندک قادرند سر خود را در زاویه‌ای ۱۸۰ درجه به اطراف بچرخانند. بیشتر انواع این حشرات در لابلای شاخ و برگ درختان زندگی می‌کنند و برای فریب طعمه‌ها خود را به شکل شاخه‌ای کوچک درمی‌آورند. آخوندک‌ها چون حشرات زیان‌آور برای کشاورزی و باغداری را شکار می‌کنند برای این پیشه‌ها سودمند هستند.

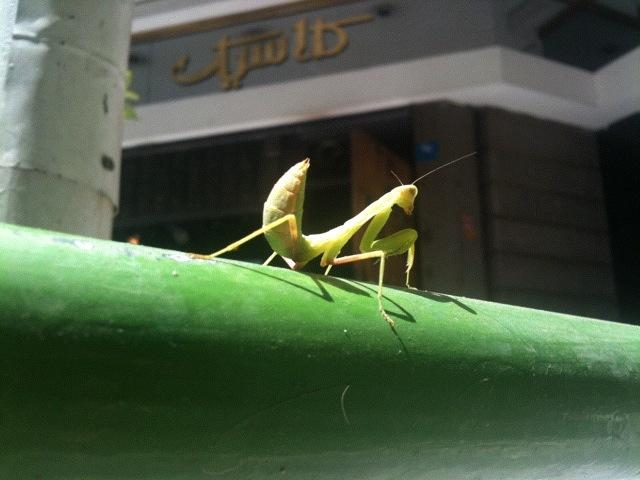
یک آخوندک در تهران، برج ملت

## برخی گونه‌ها

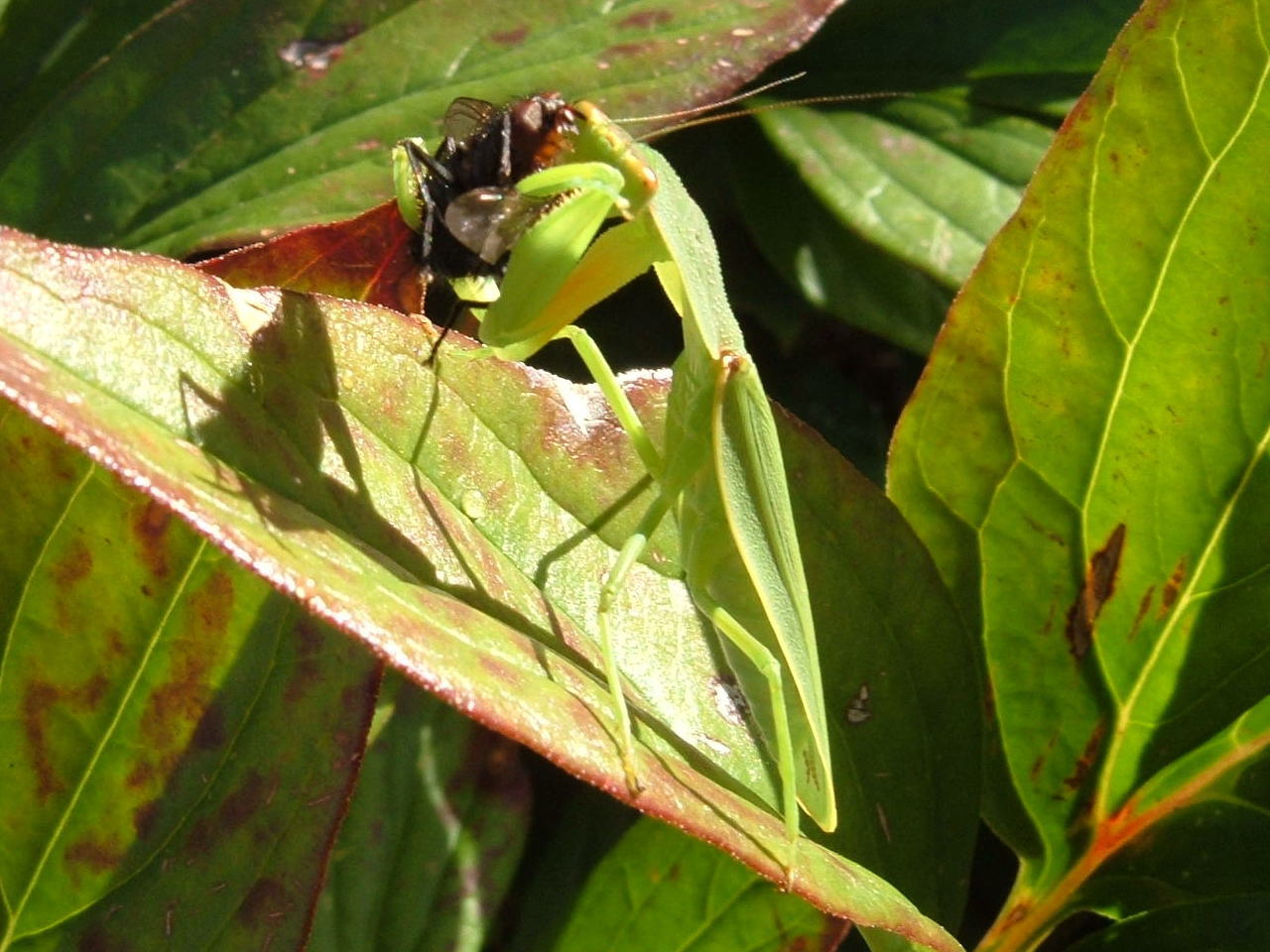
آخوندک در حال خوردن یک مگس

- Acanthops falcata - آخوندک برگ‌مُرده ونزوئلایی
- Acanthops fuscifolia - آخوندک برگ‌مرده گرمسیری
- Acanthops tuberculata - آخوندک برگ‌مرده گرمسیری
- Acromantis sp. - آخوندک مشت‌زن
- Ameles decolor
- Ameles spallanziana
- Alalomantis muta - آخوندک کامرونی
- Asiadodis squilla - آخوندک سپردار آسیایی
- Blepharopsis mendica - آخوندک ژاژ
- Brunneria sp. - آخوندک تَرکه‌ای
- Brunneria borealis - آخوندک شاخه‌ای

- Camelomantis sondaica
- Ceratocrania macra
- Ceratomantis saussurii

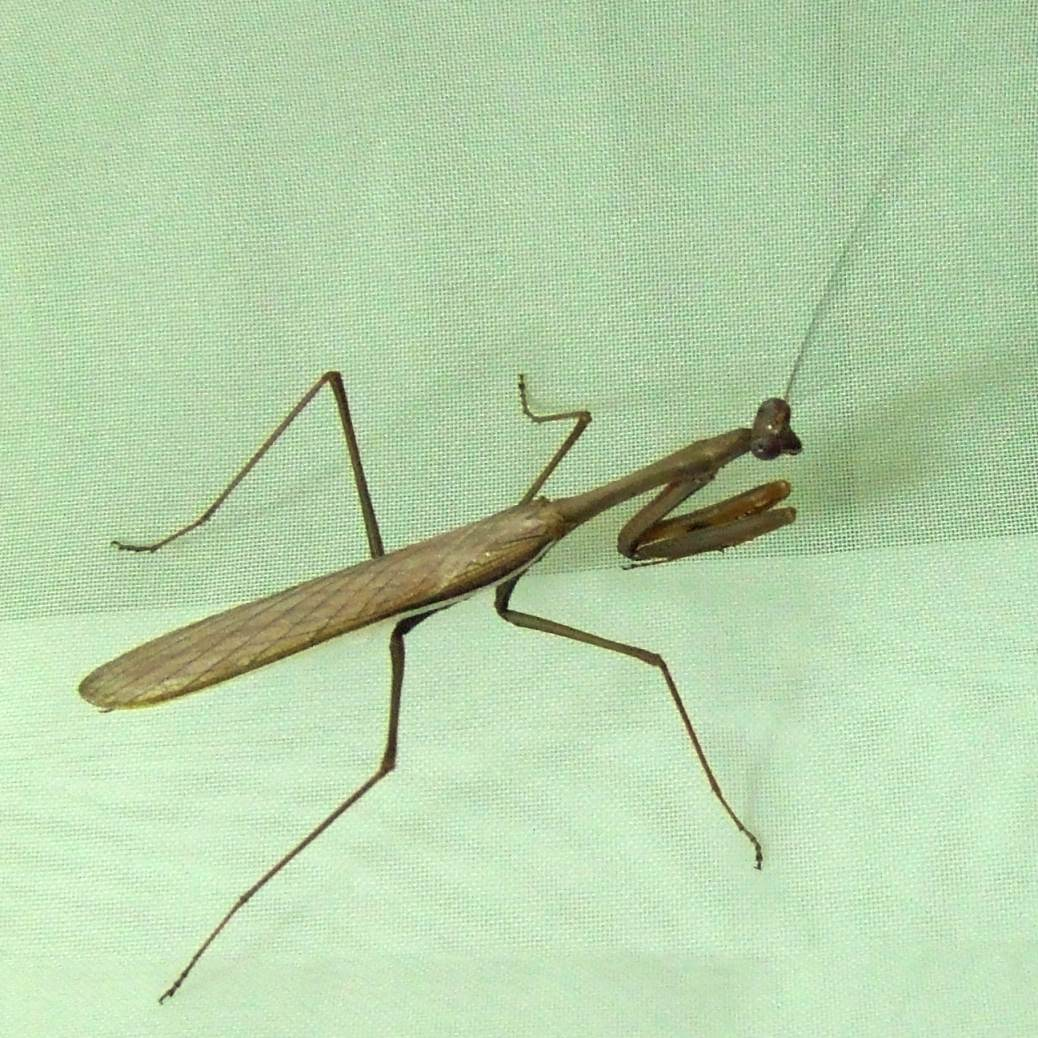
آخوندک استرالیایی

- Choeradodis rhombicollis - آخوندک سپردار گرمسیری
- Choeradodis stalii
- Cilnia humeralis
- Creobroter meleagris - آخوندک گُلی
- Creobroter gemmatus - آخوندک گلی هندی
- Creobroter pictipennis - آخوندک گلی هندی
- Creobroter elongata - آخوندک گلی
- Deroplatys angustata - آخوندک برگ‌مرده
- Deroplatys desiccata - آخوندک برگ‌مرده
- Deroplatys lobata - آخوندک برگ‌مرده
- Deroplatys truncata - آخوندک برگ‌مرده
- Empusa fasciata
- Empusa pennata
- Eremiaphila zetterstedti
- Euchomenella heteroptera - آخوندک سرشاخه
- Gongylus gongylodes - آخوندک ویالون
- Gonatista grisea - آخوندک جوگندمی
- Heterochaeta strachani
- Hierodula membranacea - آخوندک بزرگ آسیایی
- Hierodula grandis - آخوندک بزرگ هندی
- Hierodula patellifera - آخوندک هندی-آرامی
- Hierodula parviceps - آخوندک فیلیپینی
- Hoplocorypha sp.
- Humbertiella ceylonica
- Hymenopus coronatus - آخوندک ارکیده
- Idolomantis diabolica - آخوندک شیطان
- Idolomorpha madagascariensis
- Ischnomantis gigas
- Iris oratoria - آخوندک مدیترانه‌ای
- Liturgousa sp. - آخوندک گلسنگ
- Macromantis hyalina
- Mantis religiosa - آخوندک اروپایی
- Miomantis paykullii - آخوندک مصری
- Miomantis abyssinica - آخوندک مصری
- Odontomantis sp. - آخوندک مورچه‌ای
- Oligonicella scudderi - آخوندک اسکادر
- Orthodera novaezealandiae - آخوندک نیوزلندی
- Otomantis sp. - آخوندک مشت‌زن
- Oxyopsis gracilis - آخوندک پرویی
- Oxyopsis peruviana - آخوندک پرویی
- Oxyothespis dumonti
- Parasphendale agrionina - آخوندک پَرغنچه‌ای
- Parasphendale affinis - آخوندک باندپیچی آفریقایی
- Paratoxodera cornicollis - آخوندک ترکه‌ای بزرگ مالزی
- Phyllocrania paradoxa - آخوندک شبح
- Phyllovates chlorophaea
- Plistospilota guineensis
- Polyspilota aeruginosa
- Popa spurca - آخوندک سرشاخه
- Pseudocreobotra ocellata - آخوندک گلی خاردار
- Pseudocreobotra wahlbergii - آخوندک گلی خاردار
- Pseudovates arizonae - آخوندک تکشاخ آریزونا
- Rhombodera basalis - آخوندک سپردار بزرگ مالزی
- Rhombodera extensicollis - آخوندک سپردار بزرگ
- Rhombodera megaera - آخوندک سپردار بزرگ
- Sphodromantis balachowskyi - آخوندک آفریقایی
- Sphodromantis lineola - آخوندک آفریقایی
- Sphodromantis rubrostigma - آخوندک آفریقایی
- Sphodromantis centralis - آخوندک آفریقایی
- Sphodromantis viridis - آخوندک آفریقایی
- Sphodromantis gastrica - آخوندک آفریقایی
- Stagmatoptera hyaloptera
- Stagmomantis californica - آخوندک کالیفرنیا
- Stagmomantis carolina - آخوندک کارولینا
- Stagmomantis limbata - آخوندک حاشیه‌دار
- Stagmomantis floridensis - آخوندک فلوریدا
- Sibylla pretiosa
- Tamolanica tamolana
- Tarachodes afzelii
- Tarachodula pantherina
- Theopropus elegans - آخوندک برازنده
- Tisma freyi
- Taumantis sigiana - آخوندک سبز چمنی
- Tenodera australasiae
- Tenodera angustipennis - آخوندک بال‌باریک
- Tenodera sinensis - آخوندک چینی
- Toxodera denticulata - آخوندک ترکه‌ای بزرگ مالزی
- Yersiniops sophronicum - آخوندک زمینی یرسین
- Yersiniops solitarium - آخوندک زمینی شاخدار
- Zoolea lobipes